# Johnius gangeticus
Johnius gangeticus és una espècie de peix de la família dels esciènids i de l'ordre dels perciformes present a l'Índia.
És un peix de clima tropical i bentopelàgic.
Els mascles poden assolir 12 cm de longitud total.
És inofensiu per als humans.